# Figueruelas
Figueruelas – gmina w Hiszpanii, w prowincji Saragossa, w Aragonii, o powierzchni 16,99 km². W 2011 roku gmina liczyła 1322 mieszkańców.